# بيدوني
بيدوني، (بالإنجليزية: Bidonì)‏، (سردينيا: Bidunìu)، هي بلدية، في مقاطعة أوريستانو، في إقليم سردينيا الإيطالي، وتقع على بعد حوالي 100 كيلومتر (62 ميل) إلى الشمال من كالياري، وحوالي 40 كم (25 ميل) شمال شرق أوريستانو.

## السكان
في سنة 1861 بلغ عدد السكان 319 نسمة، وتطور العدد ليصل في سنة 2011 لـ 147 نسمة.
يظهر هذا المخطط البياني تطور النمو السكاني لـ بيدوني